# 木庵性瑫
木庵性瑫（もくあん しょうとう）は、江戸時代前期に明国から渡来した臨済宗黄檗派（黄檗宗）の僧。俗姓は呉氏。勅諡号は慧明国師。福建省泉州府晋江県の出身。

## 生涯
16歳で出家して開元寺の印明の門に入った。崇禎2年（1629年）に得度し、杭州や天童山・西湖等を歴参して、28歳の時には、金粟山の費隠通容に参禅した。費隠の許で、副寺・侍者から知賓を経て維那にまでなった。その後も、紹興や天台山等を遍歴した。
順治5年（1648年）、天童山の費隠の許に行こうとするも戦乱のために果たせず、中国黄檗山に登り隠元隆琦からその法を受けた。順治7年（1650年）より剣石の太平寺に晋住した。順治10年（1653年）には太平寺の住持を即非如一に譲った。
順治11年（1654年）に来日していた隠元に招かれ翌順治12年（明暦元年/1655年）に来日、長崎の福済寺の住持となった。万治3年（1660年）に摂津国の普門寺、寛文元年（1661年）に山城国宇治の黄檗山萬福寺に入り、寛文4年（1664年）9月4日、隠元の法席を継いだ。寛文5年（1665年）、江戸にくだり4代将軍徳川家綱に謁見し、優遇された。江戸紫雲山瑞聖寺を初め10余寺を開創し、門下も50余人に及んだ。寛文9年（1669年）、将軍より紫衣を賜った。
延宝8年（1680年）2月、黄檗山の法席を第3代の慧林性機に譲り、山内の紫雲院に隠退した。貞享元年1月20日（1684年3月6日）、病により没した。享年74。
能書家としても知られ、その書風は中国人ならではのものがあり、隠元・即非とともに黄檗三筆と称されている。三人には共通した書風があり、隠元の「穏健高尚な書」・木庵の「雄健円成な書」・即非の「奔放闊達な書」と評され「唐風」あるいは「黄檗風の書」として珍重されている。